# Heteromysis cyanogoleus
Heteromysis cyanogoleus är en kräftdjursart som beskrevs av Bamber 2000. Heteromysis cyanogoleus ingår i släktet Heteromysis och familjen Mysidae. Inga underarter finns listade i Catalogue of Life.